# Nordic Prince
Die Nordic Prince war ein norwegisches Kreuzfahrtschiff, welches im Jahr 1971 von Royal Caribbean International in Dienst gestellt wurde. Zuletzt wurde es von der mexikanischen Reederei Ocean Star Cruises unter dem Namen Ocean Star Pacific eingesetzt.

## Geschichte

### 1971–1995:Nordic Prince
Die Nordic Prince war das zweite von drei Schiffen der Song of Norway-Klasse, die bei Wärtsilä für die 1968 in Norwegen gegründete Royal Caribbean International gebaut wurden. Sie lief am 9. Juli 1970 vom Stapel und war bei Indienststellung am 31. Juli 1971 das zweite Schiff der Reederei. Wie ihre Schwesterschiffe Song of Norway und Sun Viking war sie vor allem von Miami aus in der Karibik unterwegs. Im Juni 1980 wurde die Nordic Prince – wiederum bei Wärtsilä – um 26 Meter verlängert und anschließend weltweit eingesetzt.

### 1995–2005:Carousel
Im März 1995 wurde die Nordic Prince als erstes Schiff von Royal Caribbean ersetzt und an Sun Cruises verkauft. Diese ließen die „Viking Crown Lounge“ rund um den Schornstein entfernen. Unter dem neuen Namen Carousel war sie ab 6. Mai 1995 wieder unterwegs – im Sommer meist im Mittelmeer, im Winter in der Karibik.

### 2005–2006:Aquamarine
Im Juli 2004 wurde das Schiff an die zypriotische Louis Cruise Lines verkauft. Gechartert fuhr die Carousel noch bis Mai 2005 für Sun Cruises, bis diese das Kreuzfahrtengeschäft aufgaben. In Aquamarine umbenannt, fuhr das Schiff ab Juni 2005 von Genua aus für Louis Cruises im Mittelmeer.

### 2006–2008:Arielle
Im April 2006 übernahm Transocean Tours das Schiff und benannte sie in Arielle um. Der auf fünf Jahre laufende Charter-Vertrag wurde allerdings bereits Anfang 2008 rückgängig gemacht.

### 2008–2010:Aquamarine
Nach der Vertragsauflösung war das Schiff erneut für Louis Cruise Lines unterwegs und trug seither wieder den Namen Aquamarine.

### 2010–2014:Ocean Star Pacific
Das Schiff wurde 2010 für 23,4 Mio. USD an die erste mexikanische Kreuzfahrtreederei Ocean Star Cruises verkauft und am 15. Dezember 2010 in Piräus auf den Namen Ocean Star Pacific getauft. Die umfangreichen Sanierungsmaßnahmen im Trockendock von Curaçao dauerten von Januar bis März 2011. Die offizielle Taufe fand am 8. April 2011 durch den mexikanischen Präsidenten Felipe Calderón statt. Die erste Reise unter neuem Namen trat das Schiff am 11. April 2011 von Acapulco aus an. Am 16. April 2011 brach im Maschinenraum des Schiffs ein Feuer aus. Der Brand konnte zwar schnell gelöscht werden, jedoch wurde das Schiff nach diesem Vorfall aufgelegt.

### 2014–2015:Pacific
Im August 2014 wurde das Schiff in Pacific umbenannt und unter der Flagge von St. Kitts und Nevis registriert. Im Oktober verkehrte das Schiff zwischen den Häfen von Mazatlán und Guaymas, bevor es im November 2014 an indische Abwracker verkauft wurde.
Vor General Santos auf den Philippinen, in dessen Hafen es für seine Fahrt nach Indien nochmal Treibstoff bunkern sollte, lief das Schiff am 12. Dezember 2014 auf Grund. Die philippinische Küstenwache begann am 15. Dezember mit den Vorbereitungen für die Bergungsarbeiten. Dem Bergungsunternehmen Harbor Star Shipping Services Inc. gelang es am 16. Dezember 2014, das Schiff in tiefere Gewässer zu ziehen. Am 22. Februar 2015 wurde die ehemalige Nordic Prince in Alang auf den Strand gesetzt und in der Folge verschrottet.

## Zwischenfälle
- In der Nähe des mexikanischen Badeorts Cancún lief sie im Februar 2000 auf Grund.
- Am 8. Mai 2008 kollidierte das Schiff im Hafen von Iraklio mit der Kaimauer. Obwohl dabei ein fünf Meter langer Riss entstand, lief das Schiff weiter in Richtung Santorin aus. Der mehrere Zentimeter breite Riss befand sich rund anderthalb Meter über der Wasserlinie, so dass für die 872 Passagiere und Besatzungsmitglieder keine direkte Gefahr bestand. Verursacht wurde der Schaden nach Angaben der Reederei durch starke Winde. Die griechische Küstenwache stoppte die Fahrt und leitete das Schiff nach Piräus um.[10][11]
- Am 16. April 2011 fing einer der sechs Generatoren an Bord knapp acht Kilometer vor der Küste von Santa María Huatulco Feuer. Die 560 Passagiere wurden unverletzt an Land gebracht.[12] Durch den damit verbundenen Stromausfall war das Schiff rund sieben Stunden ohne Antrieb und Energie. Das Schiff wurde zur Inspektion nach Salina Cruz überstellt und dort von Det Norske Veritas in Zusammenarbeit mit den mexikanischen Behörden überprüft.